# ごっこ (漫画)
『ごっこ』は、小路啓之による日本の漫画。『スーパージャンプ』（集英社）にて2010年11号から2011年21・22合併号まで、同年12月21日新創刊の『グランドジャンプPREMIUM』（同社）に移籍して創刊号から2012年Vol.10まで連載、集英社ジャンプ・コミックス デラックスより刊行された。全3巻。引きこもりでおたくの30歳の誘拐犯と虐待を受けていた4歳の少女との偽りの父子生活を通じてさまざまな社会問題を描いた問題作。
熊澤尚人監督・脚本、千原ジュニア主演により実写映画化され、小路の命日にあたる2018年10月20日に公開された。

## ストーリー
ボクとヨヨ子は血のつながりの無い親子。これは、ボクとヨヨ子、2人きりの家族の物語。嘘と罪にまみれた、ボクたち親子の物語。
仕事を辞め自殺しようとしていたボクは、傷だらけの女の子を誘拐して部屋に連れ込んだ。その女の子は欲望のまま自分を犯そうとするボクを見て「パパ」と呼んだ。その一言で、ボクと女の子は親子になった。
ボクは女の子を「ヨヨ子」と名づけ、実家に連れ帰って一緒に暮らし始めた。ヨヨ子を誘拐したボクと、ボクに誘拐されたヨヨ子。数々の嘘と犯罪行為で塗り固めたボクたち親子の生活は、ヨヨ子の実の母親の登場で終わりを告げる。
そして、13年後。ボクは刑務所の中にいた。ある日、ボクに女の子が面会を求めに来た。戸神紅葉と名乗ったその娘は、成長したヨヨ子だった。
これは、ボクとヨヨ子、2人の禁断にして究極の愛の物語。

## 登場人物
ボク
主人公。30歳。髪はモジャモジャの天然パーマ。オタク趣味で、人付き合いが苦手。
仕事を辞め、自室に引きこもっていた時に、衝動的に首吊り用のロープを用意したところ、向かいの家のベランダに放置されていたヨヨ子を発見。ヨヨ子を部屋に連れ込み、欲望に身を任せようとしたが、自分を父親だと思い込み微笑みかけるヨヨ子を見て、親子になって一緒に暮らそうと決意。ヨヨ子を連れて地元に帰り、子育てをする。
両親は離婚しており、父親は老人ホームにいることになっているが、実際は既に亡くなっていて、その白骨化した死体が家の床下に隠されている。父親は、ボクがヨヨ子を連れて帰ってきた翌日に首を吊って自殺し、自分の年金をボクが受け取れるように手配をしていた。後に父親の白骨死体はマチに発見され、その際に証拠隠滅のためボクがミキサーにかけて粉砕し、その骨粉も誤ってトイレに流してしまった。
普段は実家の「城宮（しろみや）帽子店」という店を開いているものの、ほとんど客も入らず、ボク自身も商売には熱心ではないため収入はほとんど無く、父親の年金によって暮らしている状態。マチにそのことを知られた後、年金の受領は取りやめて生花市場で働くようになる。
ヨヨ子（ヨヨこ）
ボクの娘。3歳→4歳。
ボクの暮らしていた部屋の向かいの家にいた幼女。寒空の下でベランダに放置されていたことや、顔が傷だらけだったことから、虐待を受けていた痕跡があった。
誘拐された際、ボクが途中で落としてしまい、頭を打った。そのショックが原因なのかどうか不明だが、ボクを自分の父親だと思い込んでいる。本当の誕生日がいつかは不明なので、ボクがヨヨ子を誘拐した日を誕生日に設定した。
BB弾を探し出すのが得意。ボクが仮面ライダーシリーズのDVDを幾つも観せたため、ライダーのファンとなった。
当初はボクと一緒に遊んで過ごしていたが、幼稚園に通うようになって交友関係は広がる。
戸神 紅葉（とがみ もみじ）
メガネをかけたポニーテールの美少女。マチの養女。法律学校に通っている。

戸神 マチ（とがみ マチ）
ボクの実家の向かいにある戸神文具店の娘で、ボクの幼馴染。婦人警官。昔から口うるさい女性で、ボクがヨヨ子を誘拐してきたのではないかと疑っており、また店に客が入っている様子も無いのに生活にも困っていないことに不審を抱いている。後にボクの様々な違法行為を知ることになる。
警察官になったのは、10代のころに海外の刑事ドラマを幾つも観たことから自分も刑事になりたいと思ったから。しかし、配属されたのは交通課だった。
ネネ
ボクが以前に付き合っていた女性。身長が180センチ近い長身の女性で、缶詰が主食。
原 一男（はら かずお）
ボクの父の知り合い。父の死後、その死体の片付けや年金の受取人の身代わりを用意するなど、後始末をしてくれた。
厳ノ坂 リリアン（ごんのざか リリアン）
ボクがヨヨ子の母親に設定した女性。24歳。母親はどうしているのかと聞くヨヨ子に、本当のことを言う訳にはいかないため、とっさに目に止まった指名手配犯のポスターに載っていたリリアンをヨヨ子の母親ということにした。警察に追われているために会えないのだということにしたのだが、ある日町中で偶然にリリアンと遭遇。半ば脅迫して家に連れ帰り、事情を話して母親役になってもらった。指名手配されたのは、自分の子供を殺害した容疑。
極度の心配性で精神を病んでいる。それが原因で、「酷い世の中で酷い人生を送らせるくらいなら」と自らの手で子供を殺害。愛情を感じ始めたヨヨ子をも、将来のことを考えて殺害しようとする。
畠山（はたけやま）
口髭と顎髭を生やした男。いつもジャージを着ている。自称「絶滅寸前の怒れる叱れるオッサン」。ボクに生花市場での仕事を紹介してくれた。
寺西（てらにし）
ハマー幼稚園の園長。ロリコンで、再婚した妻の連れ子である娘に邪な欲望を抱いている。面識こそ無かったもののボクとはネットオークションを通じた知り合いだった。
アミ
寺西の娘。母親の言いつけで、幼女趣味（ロリコン）の男を相手に自分を販売している。
カナデン
ヨヨ子が公園で知り合った少年。ヨヨ子と同じハマー幼稚園に通う。13年後には、刑務官になっている。
カナデンの母。
カナデンの母親。徹底した現実主義者。
フキノエ キリコ
ボクが働く生花市場にある店の売り子。ヨヨ子の実の母親。売り子の仕事の他、駅前で市販のルーをかけただけのカレーを出すカレー屋を営んでいる。
フキノエ 楓（フキノエ かえで）
キリコの娘で、ヨヨ子の双子の妹。重い病気に罹っていて、近親者からの臓器移植を必要としている。

## 書籍情報
- 小路啓之『ごっこ』 集英社〈ジャンプ・コミックス デラックス[注 1]〉、全3巻
  1. 2011年3月4日発売 ISBN 978-4-08-859877-2
  2. 2011年12月19日発売 ISBN 978-4-08-858783-7
  3. 2012年11月9日発売 ISBN 978-4-08-858795-0

## 映画
熊澤尚人監督・脚本、千原ジュニア主演により実写映画化され、原作の小路啓之の命日にあたる2018年10月20日に公開された。

### キャスト
- 城宮 - 千原ジュニア[4]
- マチ - 優香[4]
- ヨヨ子 - 平尾菜々花[4]
- ちすん
- 清水富美加
- 秋野太作
- 中野英雄
- 石橋蓮司

### スタッフ
- 監督 - 熊澤尚人
- 原作 - 小路啓之『ごっこ』（集英社刊）
- 主題歌 - indigo la End「ほころびごっこ」 [5]
- 脚本 - 熊澤尚人、髙橋泉
- 製作 - 前田茂司
- ゼネラルプロデューサー - 芳賀正光
- プロデューサー - 小松俊喜
- 企画プロデューサー - 赤山健太
- アソシエイトプロデューサー - 篠崎典子、渡辺大地
- 撮影 - 今村圭佑
- 照明 - 織田誠
- 音楽 - 安川午朗
- 音楽プロデューサー - 川村ケンスケ
- 制作プロダクション - 楽映舎
- 企画・制作 - タイムズ イン
- 製作 - 「ごっこ」製作委員会
- 配給 - パル企画
- 助成 - 文化芸術振興費補助金

### 製作
千原ジュニアの主演による実写映画化が計画され、2015年10月にクランクインして10日間の撮影を行い、2016年1月に4日間の撮影でクランクアップした。実写映画化にあたっては原作にはない主人公の「どうなるか分からない、社会不適合者的な危うさ」が鍵になるとして、「闇の部分を背負っている人間を描くのにジュニアさんしかいない」と千原がキャスティングされた。ヨヨ子役にはオーディションを経て平尾菜々花がキャスティングされ、撮影当時9歳ながら5歳児役を違和感なく演じた。
2017年秋の公開が予定されていたが、もともと配給や公開日が未確定だった状況に加え、映画化発表前に主要な役割を演じた清水富美加の芸能界引退騒動が発生したことなどの影響で、大手スポンサーが撤退を決定する。出資金を確保できずにプロデューサーが退任して劇場公開の見通しが立たず、一時は「お蔵入り危機」と報じられた。千原は2017年12月時点で出演料も未払いであると明かし、集英社は取材に対して「映画化の話は進んでいますが、何も決まっていません。決定次第、『グランドジャンプ』誌上で発表させていただきます」と回答していた。
2017年7月、清水主演の映画『暗黒女子』を手掛けたプロデューサー・芳賀正光に「この映画なんとかならないか」と本作公開に向けて協力の依頼があり、資金がほぼゼロと聞いて一度断った芳賀は仮編集された本作を見て出演者、特に平尾の演技に感銘を受け、「これはお蔵入りさせてはいけない」と依頼を受諾してスポンサー集めに奔走し、半年間で数千万円の資金を調達して約3年越しとなる公開に漕ぎ着けた。2018年7月30日、『グランドジャンプ』公式Twitter上にて同年10月20日の公開が決定したことが発表された。
清水のクレジットについては、旧所属事務所と出演契約して撮影に参加していたことから新旧所属事務所と協議したうえで「清水富美加」名義となることが決まり、同名義での最後の出演映画となった。

### 封切り
京都国際映画祭2018にて特別招待作品として2018年10月14日に先行上映された後、原作者・小路啓之の命日にあたる10月20日に全国8スクリーンにて公開開始。ぴあ映画初日満足度ランキングにおいて第1位を獲得した。また、映画芸術2018年日本映画ベストテン＆ワーストテンにおいてベスト6位に選出された。

### 受賞歴
- おおさかシネマフェスティバル2019 日本映画 個人賞 新人女優賞（平尾菜々花）[18][19]

### 関連商品
DVD
- ごっこ（2019年3月6日、ブロードウェイ、BWD-3167）